# Triorla tibialis
Triorla tibialis là một loài ruồi trong họ Asilidae. Triorla tibialis được Macquart miêu tả năm 1838.